# 耶瑟维茨
耶瑟维茨（德語：Jesewitz）是德国萨克森州的市镇，隶属于北萨克森县。总面积为52.44平方千米，截至2023年12月31日总人口为3,092人。